# Cytomegalowirus
Cytomegalowirus (CMV) (z greckiego cyto-, „komórka” i megalo-, „duży”) – rodzaj wirusów z rzędu Herpesvirales, z rodziny Herpesviridae z podrodziny Betaherpesvirinae. Ich naturalnymi żywicielami są małpy oraz ludzie. Dotychczas poznano osiem gatunków wirusów tego rodzaju związanych z gatunkiem gospodarza w tym Betaherpeswirus 5 (HCMV, ludzki cytomegalowirus, HHV-5) zdolnego do zakażenia człowieka. Choroby związane z HHV-5 obejmują mononukleozę i zapalenie płuc. W literaturze medycznej większość wzmianek o CMV odnosi się domyślnie do HCMV, który jest najlepiej zbadanym gatunkiem cytomegalowirusów. Cytomegalowirusy wywołują choroby zwane cytomegaliami. Są one najczęstszą przyczyną wad wrodzonych oraz nabytych w okresie poporodowym oraz u płodów.

## Informacje ogólne
Cytomegalowirus (CMV) występuje powszechnie na wszystkich szerokościach geograficznych, wśród wszystkich grup socjoekonomicznych. W USA przykładowo zakażonych jest 50-85% ludzi w wieku 40 lat. CMV jest także wirusem najczęściej przenoszonym na płód. Infekcja CMV występuje częściej w krajach rozwijających się oraz na obszarach o obniżonych warunkach socjoekonomicznych. U większości zdrowych ludzi, którzy ulegają zakażeniu CMV po urodzeniu, występują łagodne objawy i nie rozwijają się powikłania. Niektóre osoby z przebiegiem objawowym zakażenia doświadczają zakaźnej mononukleozy z przedłużoną gorączką oraz łagodnego zapalenia wątroby (hepatitis). Powszechnym objawem jest silny ból gardła. Zazwyczaj po zakażeniu człowieka wirus pozostaje w organizmie w stanie uśpienia aż do końca życia. Nawrót choroby jest rzadki, chyba że układ odpornościowy nosiciela ulegnie supresji pod wpływem terapii lekowej lub choroby. Z tego powodu dla ogromnej większości ludzi zakażenie CMV nie jest poważnym problemem.
Zakażenie CMV jest jednakże ważne dla pewnych grup ryzyka: (1) płód w czasie ciąży, (2) osoby pracujące z dziećmi, (3) osoby z upośledzoną lub obniżoną odpornością, tacy jak zakażeni wirusem HIV i biorcy narządów.
W wyniku działania wirusa apoptoza komórki nosiciela zostaje zahamowana i dochodzi do masywnego powiększenia tejże komórki (stąd nazwa wirusa).

## Taksonomia
CMV należy do podrodziny Betaherpesvirinae, której w skład wchodzą również rodzaje Muromegalowirus i Roseolowirus (ludzki Berpeswirus 6 i ludzki Betaherpeswirus 7). W obrębie rodziny Herpesviridae jest również spokrewniony z wirusami takimi jak wirusy opryszczki z podrodziny Alphaherpesvirinae, do której należą wirusy opryszczki pospolitej 1 i 2 oraz wirus ospy wietrznej i półpaśca, a także podrodziną Gammaherpesvirinae, która obejmuje wirus Epsteina-Barra i herpeswirusa towarzyszącemu mięsakowi Kaposiego.
Zidentyfikowano i sklasyfikowano także kilka gatunków cytomegalowirusów typowych dla różnych ssaków. Najczęściej badany jest ludzki cytomegalowirus (HCMV), znany również jako ludzki betaherpeswirus 5 (HHV-5). Inne gatunkiem CMV obejmującym naczelne jest szympansi cytomegalowirus (CCMV), który infekuje szympansy i orangutany, małpi cytomegalowirus (SCCMV) i cytomegalowirus rezusów (RhCMV), zakażający makaki; CCMV jest znany zarówno jako beta herpeswirus 2 (PaHV-2), jak i betaherpeswirus 4 (PoHV-4) (panine beta herpesvirus 2 and pongine betaherpesvirus 4). SCCMV nazywany jest cercopithecine betaherpeswirus 5 (CeHV-5), a RhCMV, Cercopithecine betaherpesvirus 8 (CeHV-8). Kolejne dwa wirusy znalezione u małp nocnych są wstępnie umieszczone w rodzaju Cytomegalowirus i nazywane herpesvirus aotus 1 i herpesvirus aotus 3. U gryzoni występują wirusy, początkowo nazywane cytomegalowirusami, które zostały jednak przeklasyfikowane do rodzaju Muromegalowirusów; ten rodzaj zawiera mysi cytomegalowirus (MCMV), znany również jako murid betaherpesvirus 1 (MuHV-1) i jest blisko spokrewniony z Murid betaherpesvirus 2 (MuHV-2), który występuje u szczurów.

## Gatunki
Rodzaj ten zawiera 11 gatunków wirusów:
- Aotine betaherpesvirus 1 (AoHV-1)
- Cebine betaherpesvirus 1 (CbHV-1)
- Cercopithecine betaherpesvirus 5 (CeHV-5) – cytomegalowirus afrykańskiej zielonej małpy
- Human betaherpesvirus 5 (HHV-5) – ludzki cytomegalowirus
- Macacine betaherpesvirus 3 (McHV-3)
- Macacine betaherpesvirus 8 (McHV-8)
- Mandrilline betaherpesvirus 1 (MleuCMV)
- Panine betaherpesvirus 2 (PnHV-2)
- Papiine betaherpesvirus 3 (PnHV-3)
- Papiine betaherpesvirus 4 (PnHV-4)
- Saimiriine betaherpesvirus 4 (SaHV-4)

## Budowa
Kapsyd cytomegalowirusów ma budowę ikozaedralną (kubiczną) i składa się z 162 kapsomerów; ich średnica wynosi 150-200 nm i występują w symetrii T = 16. Typową cechą dla wirusów zwierzęcych jest otoczka lipidowa, powstała z błony biologicznej gospodarza; osadzone są w niej kompleksy lipidowe. Genomy są liniowe i niesegmentowane, o długości około 200 kb.
| Rodzaj          | Struktura               | Symetria | Kapsyd   | Układ genomu | Segmetacja genomu |
| --------------- | ----------------------- | -------- | -------- | ------------ | ----------------- |
| Cytomegalowirus | Sferyczny pleomorficzny | T=16     | Otoczony | Liniowy      | Monopartie        |

## Genom

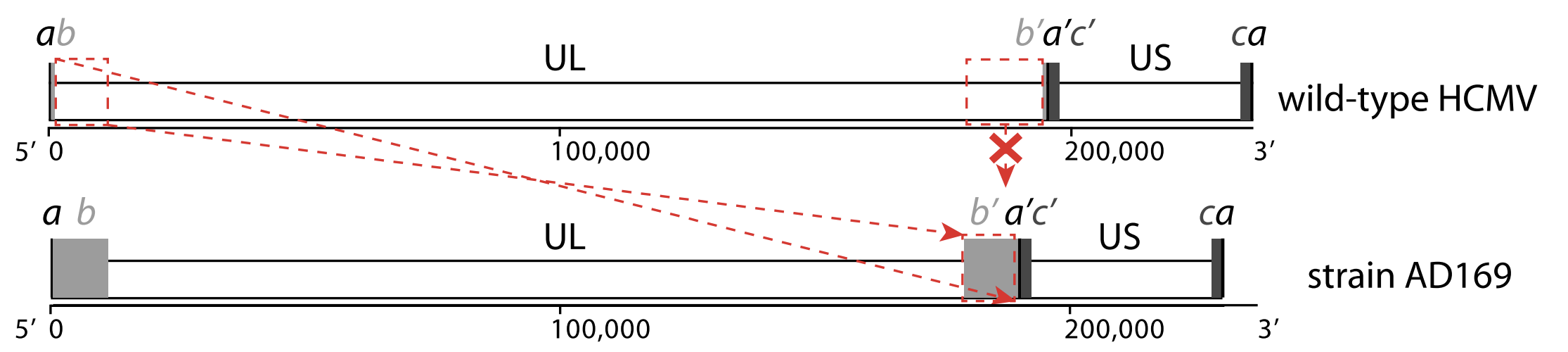
Genom klasy E HCMV.Unikalne długie i wyjątkowe krótkie regiony są oznaczone jako UL i US. Regiony powtarzalne są oznaczone jako sekwencje a, b i c, gdzie liczby pierwsze oznaczają odwrócone orientacje. Sekwencje ab i b’a ”odpowiadają końcowemu / wewnętrznemu długim powtórzeniom (TRL / IRL); sekwencje a’c ”i ca odpowiadają wewnętrznemu / końcowemu powtórzeniu krótkiemu (IRS / TRS). U góry: typowy układ genomu szczepów typu dzikiego; u dołu: ułożenie genomu szczepu AD169, szczepu przystosowanego laboratoryjnie. Przegrupowania genomu, które wystąpiły podczas ekstensywnego pasażowania, zaznaczono na czerwono między konfiguracjami typu dzikiego i przystosowanymi do laboratorium.

Herpeswirusy mają jedne z największych genomów wśród ludzkich wirusów, często kodując setki białek. Na przykład genom dwuniciowego DNA (dsDNA) szczepów HCMV typu dzikiego ma rozmiar około 235 kb i koduje co najmniej 208 białek. Jest więc dłuższy niż wszystkie inne ludzkie herpeswirusy i zalicza się do jedenych z najdłuższych genomów wszystkich ludzkich wirusów. Ma charakterystyczną architekturę genomu herpeswirusa klasy E, składającą się z dwóch unikalnych regionów (unikalne długie UL i unikalne krótkie US), oba oflankowane przez parę odwróconych powtórzeń (końcowe / wewnętrzne powtórzenie długie TRL / IRL i wewnętrzne / końcowe powtórzenie krótkie IRS / TRS). Oba zestawy powtórzeń mają wspólny obszar kilkuset bps, tak zwany „ciąg”; inne regiony powtórzeń są czasami nazywane „sekwencją b” i „sekwencją c”.

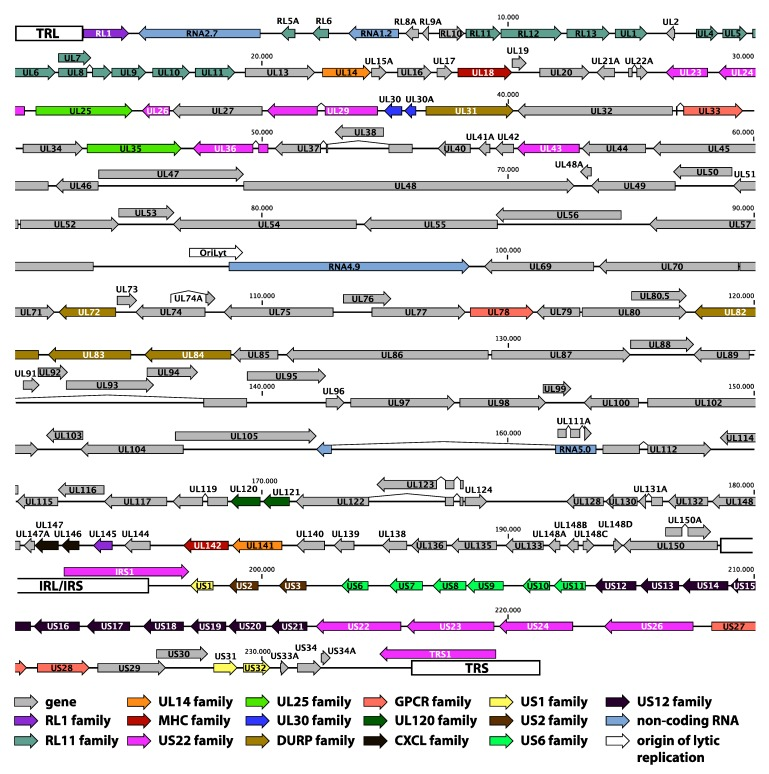
Genom of cytomegalovirus

## Replikacja
Replikacja wirusa jest jądrowa i lizogenna. Wejście do komórki gospodarza następuje poprzez przyłączenie glikoprotein wirusowych do receptorów gospodarza, co pośredniczy w endocytozie. Replikacja jest zgodna z modelem replikacji dwukierunkowej dsDNA. Metodą transkrypcji jest transkrypcja DNA na matrycy, z pewnym alternatywnym mechanizmem składania. Tłumaczenie odbywa się poprzez nieszczelne skanowanie. Wirus opuszcza komórkę gospodarza przez wyjście jądrowe i pączkowanie. Naturalnymi żywicielami są ludzie i małpy. Drogi przenoszenia to bezpośredni kontakt, mocz, ślina, sperma, łzy, krew i mleko kobiece. Wszystkie herpeswirusy mają charakterystyczną zdolność do pozostawania utajonym w organizmie przez długi czas. Chociaż można je znaleźć w całym organizmie, zakażenia CMV są często związane z gruczołami ślinowymi.

## Historia
Cytomegalowirus został po raz pierwszy zaobserwowany przez niemieckiego patologa Hugo Ribberta w 1881 roku, kiedy w ciele niemowlęcia zauważył zwiększone komórki o powiększonym jądrze. Lata później, między 1956 a 1957 rokiem, Thomas Huckle Weller wraz ze Smithem i Rowe niezależnie wyizolowali wirusa, znanego później jako „wirus cytomegalii” lub "cytomegalowirus". W 1990 roku opublikowano pierwszy szkic genomu ludzkiego cytomegalowirusa, największego w tym czasie zsekwencjonowanego genomu.
W styczniu 2020 roku naukowcy z Uniwersytetu Rockefellera pod kierownictwem Jean-Laurenta Casanovy odkryli, że może istnieć związek między niedoborem syntazy tlenku azotu (NOS2) a śmiertelnymi przypadkami CMV. To odkrycie może zaowocować nowymi metodami leczenia oraz badań przesiewowych w celu wykrycia osób podatnych na wirusa z powodu niedoboru NOS2.